# Alleyrat (Creuse)
Alleyrat é uma comuna francesa na região administrativa da Nova Aquitânia, no departamento de Creuse. Estende-se por uma área de 9,54 km². Em 2010 a comuna tinha 142 habitantes (densidade: 14,9 hab./km²).